# Intelligence Advanced Research Projects Activity
La Intelligence Advanced Research Projects Activity ( IARPA, en español Actividad de Proyectos de Investigación Avanzados de Inteligencia) es una agencia de investigación de Estados Unidos bajo la responsabilidad del Director de Inteligencia Nacional. En enero de 2008, Lisa Porter, una administradora de la NASA, con experiencia en DARPA, fue nombrada directora de la Actividad, formada en 2006 a partir de la Disruptive Technology Office (Oficina de Tecnología Disruptiva) de la Agencia de Seguridad Nacional (NSA DTO), la National Technology Alliance (Alianza Tecnológica Nacional) de la Agencia Nacional de Inteligencia-Geoespacial y el Intelligence Technology Innovation Center (Centro de Innovación Tecnológica de Inteligencia) de la Agencia Central de Inteligencia (CIA).